# Українські уланські полки

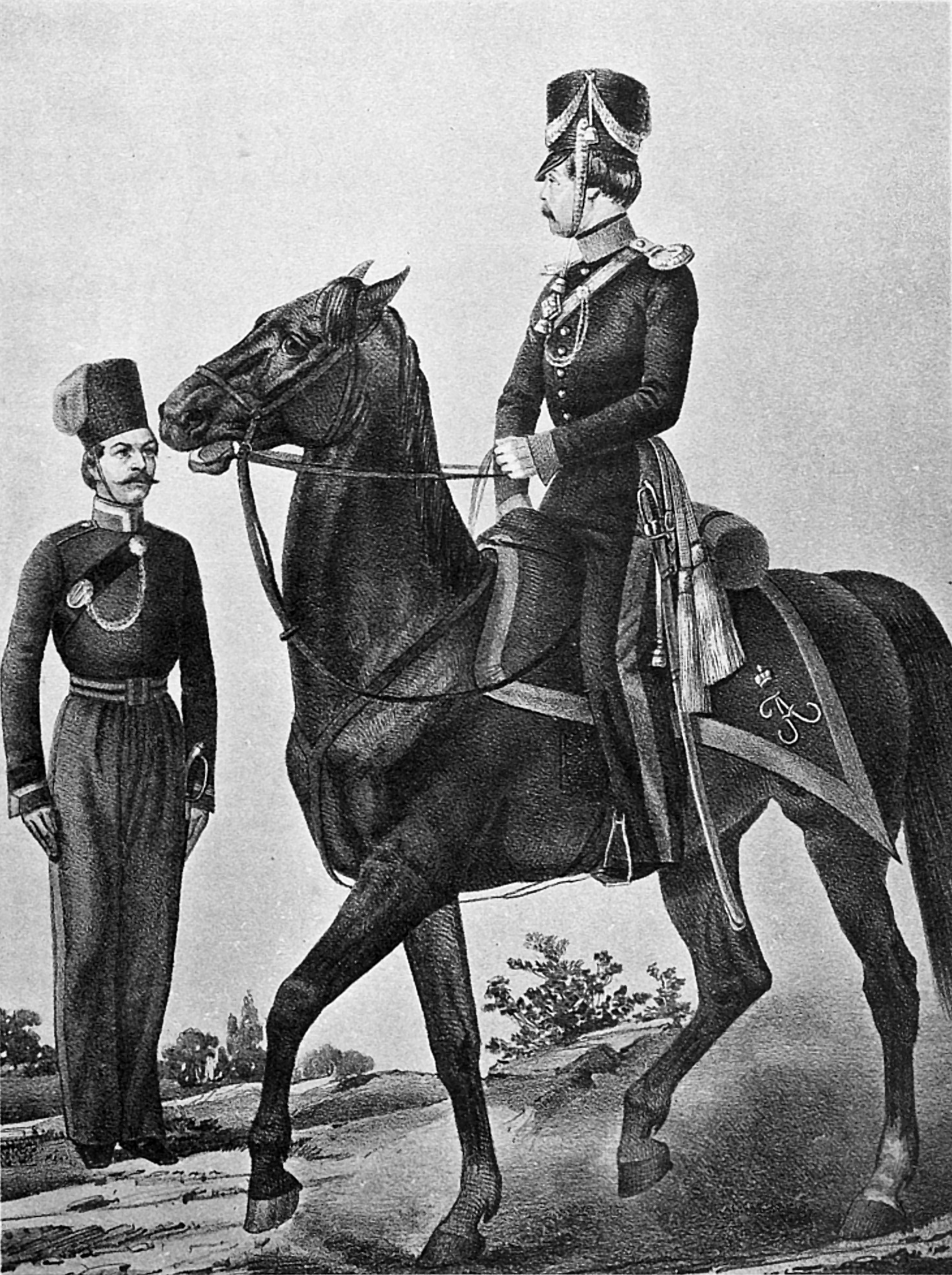
Командир 1-го та обер-офіцер 2-го Українських козацьких полків, у 1812 – 1815 роках.

В результаті військової реформи 1816 року чотири полки Українського козацтва були реорганізовані та перетворені на уланські, увійшовши до складу регулярної кавалерії Російської імперії. Цей крок відобразив процес інтеграції козацьких формувань в імператорську армію.

## Історія створення
На межі XVIII-XIX століть відбулася значна трансформація військової організації в Російській імперії. Українське козацтво, як один з ключових військових компонентів, зазнало змін. Чотири козацьких полки були реформовані у відповідності до європейських стандартів і перетворені на уланські, які в подальшому об'єдналися в Українську уланську дивізію.
У 1817 році перший полк зазнав реорганізації, в результаті якої утворилися два нові полки: Український та Новомиргородський. У 1830 році відбулася чергова хвиля перейменувань: 2-й Бузький полк став Одеським, а з 4-го Бузького полку було сформовано два нових – Вознесенський та Ольвіопольський.